# Orpheus Chamber Orchestra
Das Orpheus Chamber Orchestra ist ein US-amerikanisches Kammerorchester mit Sitz in der Riverside Church, New York.
Das Orchester wurde 1972 von dem Cellisten Julian Fifer und anderen Musikern gegründet. Eine Besonderheit des Orchesters liegt darin, dass es grundsätzlich ohne Dirigent arbeitet. Dazu haben die Musiker eine spezielle teambasierte Struktur und ein Abstimmungsverfahren entwickelt, das als „Orpheus Process“ bezeichnet wird. Für jedes Stück werden Konzertmeister und Stimmführer neu festgelegt. Diese Gruppe erarbeitet das Konzept für Interpretation und Proben; bei den abschließenden Proben setzen sich Orchestermitglieder abwechselnd in den Konzertsaal, um Balance, Klangverschmelzung, Dynamik u. a. zu bewerten.
Der "Orpheus Process" wird von Unternehmensberatungen inzwischen auch für nicht-musikalische Teambildungs- und Konfliktlösungsprozesse propagiert.

## Besetzung
Die Stammbesetzung besteht aus folgenden Instrumenten
- 10 Geigen
- 3 Bratschen
- 4 Celli
- 1 Bass
- 2 Flöten
- 2 Oboen
- 2 Klarinetten
- 2 Fagotte
- 2 Hörner

## Preise
- Grammy Awards 2001